# Élection présidentielle colombienne de 2006
L'élection présidentielle de Colombie de 2006 a lieu le 28 mai 2006 en Colombie afin d'élire le président et le vice-président de la république de Colombie.
C'est la première élection présidentielle colombienne dans laquelle le président sortant peut se présenté en tant que candidat. Cette candidature a été rendue possible par une modification de la Constitution de 1991, qui auparavant interdisait la réélection du président sortant.
Cette élection fait suite aux élections législatives, où le parti du président a également obtenu la majorité, avec une plus forte abstention (60 %).
Le président Álvaro Uribe est réélu avec plus 62,15 % des voix. Le taux d'abstention est de 56,79 %.

## Contexte politique

### Premier mandat d'Álvaro Uribe
Dès son élection, Álvaro Uribe se lance dans une politique offensive (de « sécurité démocratique ») dans le but de réduire l'emprise territoriale des guérillas. Uribe fait adopter la loi « justice et paix » de juillet 2005, offrant aux paramilitaires des Autodéfenses unies de Colombie (AUC) des conditions favorables pour leur réinsertion dans la société colombienne. Elle permet la démobilisation de plusieurs milliers de paramilitaires.
Selon la Commission colombienne des juristes, pendant le premier mandat du président Uribe (2002-2006), onze mille trois cents civils auraient été exécutés pour motif politique dont 14 % par des agents de l’État, 60 % par des paramilitaires « tolérés par l’État ». Elle souligne que, pendant cette période, « la responsabilité directe de l'État dans les exécutions extrajudiciaires ou arbitraires aurait augmenté de 60 %. Quand les auteurs d'assassinats ou de disparitions sont démasqués, la responsabilité incomberait à l'État dans 74,5 % des cas ». Par ailleurs, la démobilisation des paramilitaires a largement été entachée par le « scandale de la parapolitique », aboutissant en 2006 à la détention de sénateurs proches d'Uribe puis de celle d'un des ex-chef des services de renseignement, Jorge Noguera Cotes.
Malgré cela, Uribe est crédité de plus de 80 % d'opinions favorables en décembre 2003 grâce à la forte amélioration tant de la sécurité que de la situation économique (qualifiée parfois à l'extérieur de la Colombie de politique populiste). Uribe s'est fait le chantre de la lutte contre la production de drogue et les guérillas d'extrême-gauche (dans le cadre du plan Colombie puis du plan Patriote), devenant de ce fait le soutien numéro un en Amérique du Sud de l'administration Bush et l'ennemi personnel de Hugo Chávez, le président du Venezuela.
Par l'acte législatif 02 de 2004, l'article 197 de la Constitution de 1991 est modifié pour permettre la réélection du président sortant.

### Poursuite du conflit armé
La présidence d'Álvaro Uribe est marquée par sa politique de sécurité démocratique, dans laquelle la priorité est donnée à la réponse militaire aux guérillas, avec pour objectif la rétablissement de la présence de l'État sur tout le territoire colombien. L'armée voit son budget, ses effectifs et sa capacité aérienne fortement renforcés (en particulier à la suite du Plan Colombie, qui se traduit par une importante aide militaire américaine à la Colombie). Le budget de la défense représente en 2008, 6,5 milliards de dollars soit 4 % du produit national brut. Les capacités opérationnelles de l'armée lui permettent de nouveau de résister aux FARC et de les faire reculer, aidées en cela par une forte offensive des AUC, jusqu'à leur démobilisation en 2006.

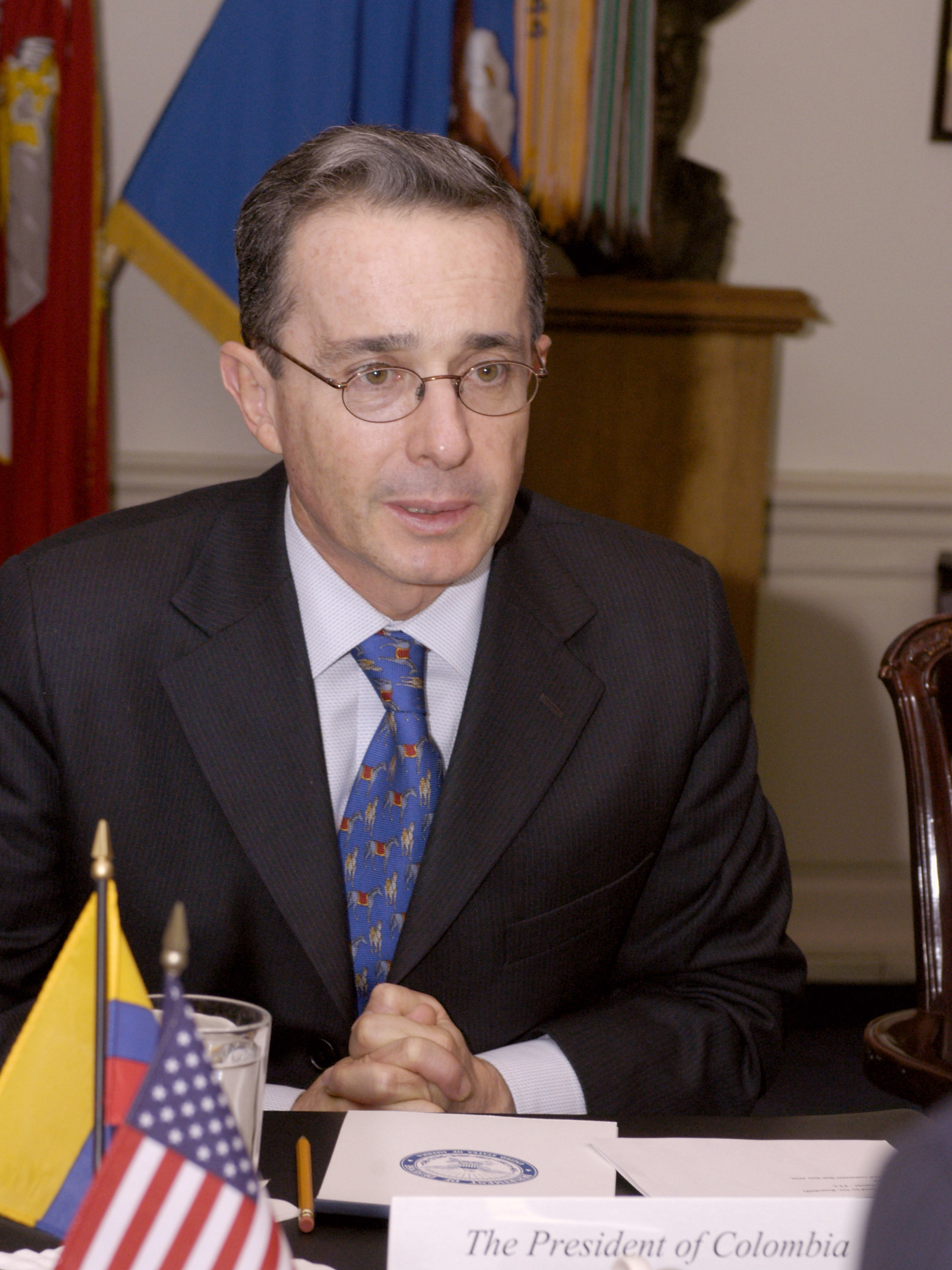
Álvaro Uribe le 22 mars 2004.

Les États-Unis mettent sur pied à partir de 2000 le Plan Colombie afin d'assister de façon plus significative qu'auparavant le gouvernement colombien face aux groupes rebelles et aux narcotrafiquants. Dans les quinze années qui suivent, près de 100 000 militaires colombiens vont être formés dans ce cadre et des dizaines d'hélicoptères d'attaque livrés à l'armée colombienne.
Les armées américaine et colombienne organisent des opérations conjointes, tandis que des entreprises de sécurité et des conseillers américains sont présents sur le sol colombien. Les États-Unis fournissent des systèmes de guidage installés sur les munitions de façon à atteindre les dirigeants des guérillas au moyen de « bombes intelligentes », et la National Security Agency (NSA) assiste les services de renseignement colombien pour les écoutes et l’espionnage. L’ambassade américaine à Bogotá demeure l’une des plus imposantes du monde.
Près de 500 otages ont été libérés par des opérations de police en deux ans, et le nombre d'homicides est passé de 28 700 à 18 000 de 2002 à 2005. Les FARC ont progressivement été réduites et repoussées. En outre, plusieurs de ses chefs ont été tués par l'armée en 2008 et de nombreux militants ont déserté. Le 2 juillet 2008, il lance l'Opération Jaque qui permet la libération de plusieurs otages des FARC dont Ingrid Betancourt. C'est pour lui une victoire personnelle à plus d'un titre car il parvient à faire libérer la célèbre otage, et ceci tout en restant jusqu'au bout sur sa position de refus de toute négociation avec l'organisation rebelle. Cette politique semble toutefois s’essouffler passé 2008, où les attaques se font plus nombreuses. En 2010, les pertes de l’armée sont supérieures à celles de 2002, quand Álvaro Uribe avait pris ses fonctions. Après le retrait d'Uribe en 2010, le gouvernement colombien, mené par l'ancien ministre Juan Manuel Santos, reconnait que les guérilleros ne sont plus sur la défensive et réévalue leur nombre à la hausse. Selon les données officielles publiées par l’armée colombienne, 5 000 militaires ont été tués et 16 000 blessés dans les combats avec les FARC entre 2002 et 2010.
Ces efforts contre la guérilla ont été accompagnés d'un prix humanitaire élevé. Depuis les années 1980, 6 200 000 personnes ont été victimes de déplacements forcés, dont plus de la moitié durant les années de présidence d'Álvaro Uribe. En 2011, après son passage à la tête du pays, la Colombie était devenue le pays au monde comptabilisant le plus grand nombre de déplacés internes devant le Soudan et l'Irak,.
Pour améliorer ses résultats en matière de lutte contre la guérilla, l'armée colombienne a procédé à des exécutions massives de civils, présentés comme des rebelles tués au combat. Si des exactions de ce genre existaient déjà auparavant, le phénomène s'est généralisé à partir de 2002, encouragé par les primes versées aux soldats et par une impunité quasi-absolue,. Le scandale, dit des faux positifs, éclate en 2008. La justice colombienne reconnait en 2021 au moins 6 402 civils exécutés par l’armée colombienne entre 2002 et 2008 afin d’être présentés fallacieusement comme des membres des guérillas,.

### Les élections législatives
Les élections parlementaires (Chambre des représentants et Sénat) du 12 mars 2006 donnent à la coalition favorable au président Álvaro Uribe une majorité absolue au Sénat (61 sièges sur 102) ainsi qu'à la Chambre des représentants (91 sièges sur 166).

## Système électoral
Le président de la Colombie est élu au scrutin uninominal majoritaire à deux tours pour un mandat de quatre ans,. Est élu le candidat ayant réuni la majorité absolue au premier tour ou, à défaut, celui ayant réuni le plus de voix au cours d'un second tour organisé entre les deux candidats arrivés en tête au premier.
Peut se présenter à la présidence toute personne âgée d'au moins trente ans et détenant la nationalité colombienne de naissance. Chaque candidat à la présidence se présente avec un colistier, candidat au poste de vice-président.
La Constitution de 1991 dans sa version initiale instaure par la suite une limitation stricte à un seul mandat de quatre ans.
Une révision constitutionnelle effectuée sous la présidence d'Álvaro Uribe rompt en 2004 avec cette tradition en autorisant le président à effectuer un second mandat consécutif. Cinq ans plus tard, une seconde tentative de révision de la constitution visant à autoriser un troisième mandat via un référendum d'initiative populaire provoque une importante polémique dans le pays avant d'être rejetée par la Cour constitutionnelle en février 2010.

## Candidats

### Parti conservateur

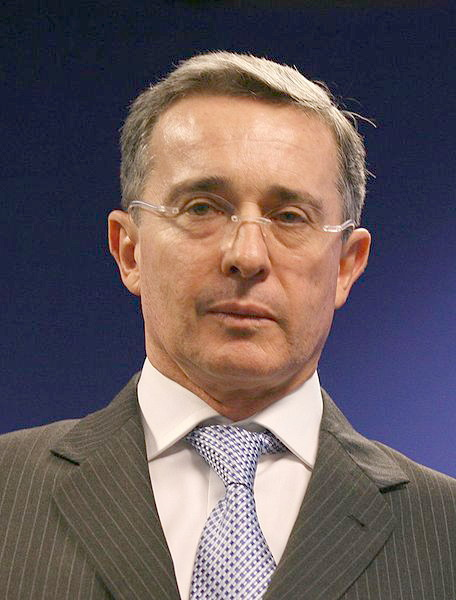
Álvaro Uribe, candidat du camp conservateur.

Comme lors de l'élection de 2002, le parti conservateur reste allié au président Álvaro Uribe au sein de la coalition Colombie d'abord, sans grande contestation à l'intérieur du parti.
Cette absence de contestation au sein du camp conservateur s'explique par le fait que le président jouit d'une large approbation populaire. Selon la revue Semana et le journal « El Tiempo », Uribe bat le record d'acceptation populaire en Colombie avec 80 % ,. De même, le journal français Le Monde indique que pour l'immense majorité de ses compatriotes, il est « le meilleur président que la Colombie ait jamais eu ». Pour l'année 2003, il avait déjà atteint une popularité de 70 % selon la revue de presse Latin Reporters.
La forte popularité du président Uribe est due à ses réussites en matière de sécurité. Le fait que deux millions de Colombiens aient manifesté contre la violence est un atout important pour Uribe, le premier président à avoir fait de la lutte contre-insurrectionnelle son objectif primordial. Le premier aussi à avoir neutralisé une partie des paramilitaires, y compris dans les rangs de son parti et de l'État,.
Cependant, s'agissant de la popularité d'Álvaro Uribe, ses opposants mettent en doute la fiabilité des sondages réalisés sur la question. En effet, la famille du vice-président Francisco Santos et du ministre de l'intérieur Juan Manuel Santos est l'actionnaire principal du journal El Tiempo qui publie les enquêtes de popularité . Ces dernières, comme pour tous sondages en Colombie, ne sont d'ailleurs réalisées qu'auprès des habitants des plus grandes villes et ne comprennent donc pas l'opinion des populations rurales, les plus affectées par la guerre et la pauvreté. Le journaliste Maurice Lemoine, ancien rédacteur en chef du Monde diplomatique, souligne également que la popularité du président ne se retrouve pas dans les urnes, où le taux d'abstention évolue entre 50 et 80 % du corps électoral.

### Parti libéral
Pour l'élection de 2006, le parti libéral organise une primaire ouverte. Lors du Congrès national libéral de 2005, il a été défini qu'une consultation populaire serait réalisée pour définir le candidat présidentiel de ce parti ; les dirigeants suivants ont été présentés comme pré-candidats :
- Horacio Serpa Uribe : ancien ministre de l'Intérieur et du Gouvernement et deux fois candidat à la présidence
- Rafael Pardo Rueda : ancien ministre de la Défense et sénateur
- Andrés González Díaz : ancien ministre de la Justice, sénateur et deux fois gouverneur de Cundinamarca
- Rodrigo Rivera Salazar : ancien sénateur et représentant à la Chambre

Des mois avant la consultation, qui a été convenue pour le même 10 mars des élections législatives, ouverte à tous les sympathisants du parti (pas nécessairement affiliés) et nécessitant une majorité simple pour la victoire, Cecilia López a décliné son aspiration à se présenter au Sénat en tête de la liste de son parti. Finalement, les résultats ont été les suivants :
| Candidats              | Votes     | %     |
| ---------------------- | --------- | ----- |
| Horacio Serpa          | 1 051 533 | 47,21 |
| Rafael Pardo Rueda     | 526 298   | 23,63 |
| Rodrigo Rivera Salazar | 500 020   | 22,45 |
| Andrés González Díaz   | 120 386   | 5,40  |
|                        |           |       |
| Votes blancs           | 29 247    | 1,31  |
| Votes valides          | 2 227 484 | 98,69 |
| Total                  | 2 462 248 | 100   |

Sans grande surprise, c'est Horacio Serpa, chef de file du mouvement libéral depuis près d'une décennie, qui remporte largement la consultation populaire, lui permettant d'être désigné comme candidat officiel du parti.

### Pôle démocratique alternatif

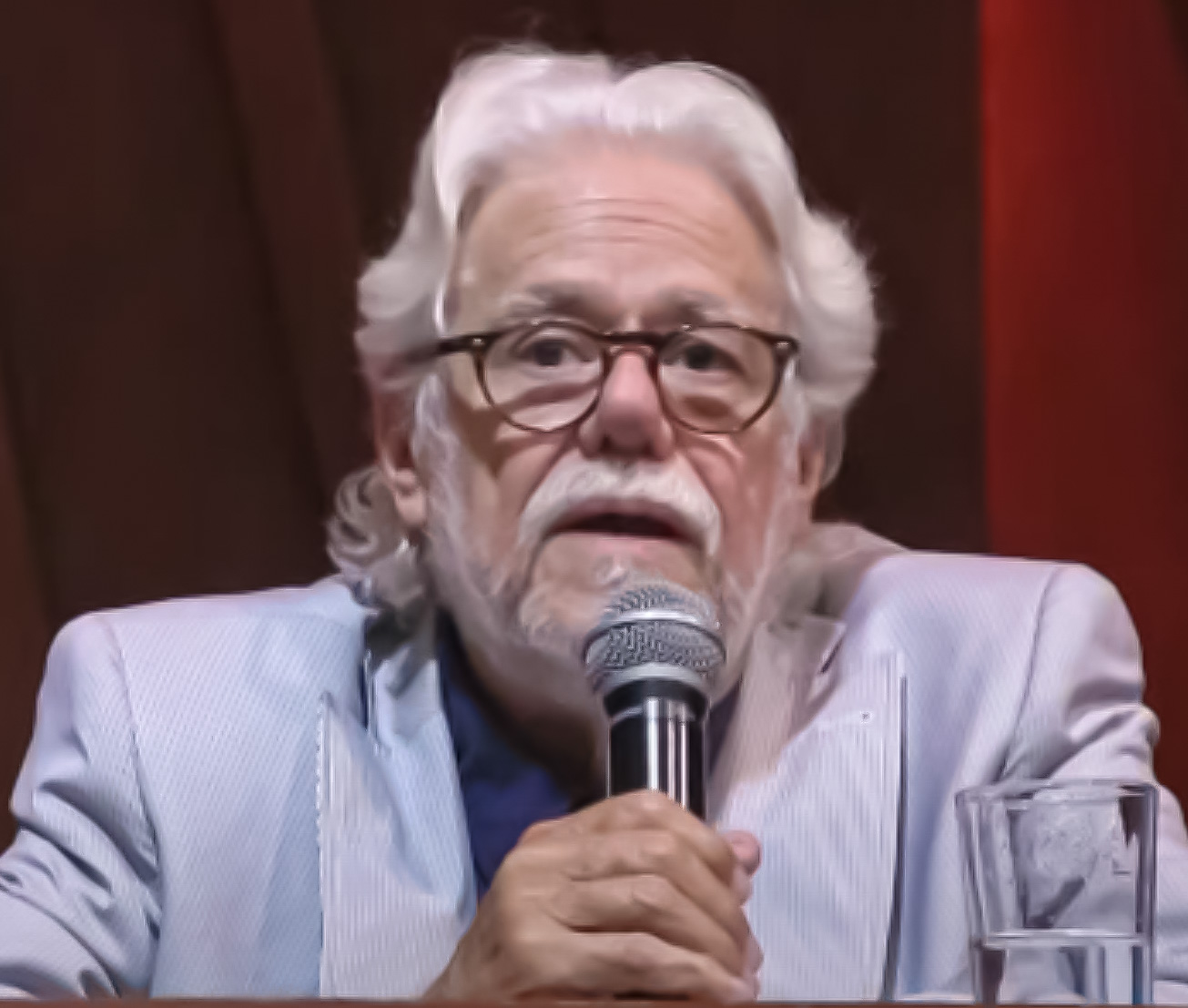
Carlos Gaviria Diaz, candidat du PDA.

Le Pôle démocratique indépendant (PDI), mouvement de gauche présent lors de la présidentielle de 2002, est lui-même issu de la fusion le 17 juillet 2003 de plusieurs partis qui avaient déjà formé une coalition électorale lors des législatives de 2002.
Le Pôle démocratique alternatif (PDA), qui remplace le PDI, compte 550 000 membres. Le parti obtient moins de 10 % des voix aux élections du Sénat (5e avec 10 sièges sur 102) et de la Chambre des représentants (7e avec 7 sièges sur 166). Pour la présidentielle, une consultation est organisée, à laquelle participe des politiques n'étant pas membre du PDA mais partageant le même programme. Les deux candidats à cette élection primaire sont : 
- Carlos Gaviria Díaz (es), ancien président de la Cour constitutionnelle et sénateur,
- Antonio Navarro Wolff (es), ancien commandant du M-19 et ancien candidat à la présidence pour l'Alliance nationale populaire.

| Candidats             | Votes     | %     |
| --------------------- | --------- | ----- |
| Carlos Gaviria Diaz   | 572 834   | 52,55 |
| Antonio Navarro Wolff | 498 342   | 45,72 |
|                       |           |       |
| Votes blancs          | 18 886    | 1,73  |
| Votes valides         | 1 090 062 | 98,27 |
| Total                 | 1 234 802 | 100   |

### Alliance sociale indépendante

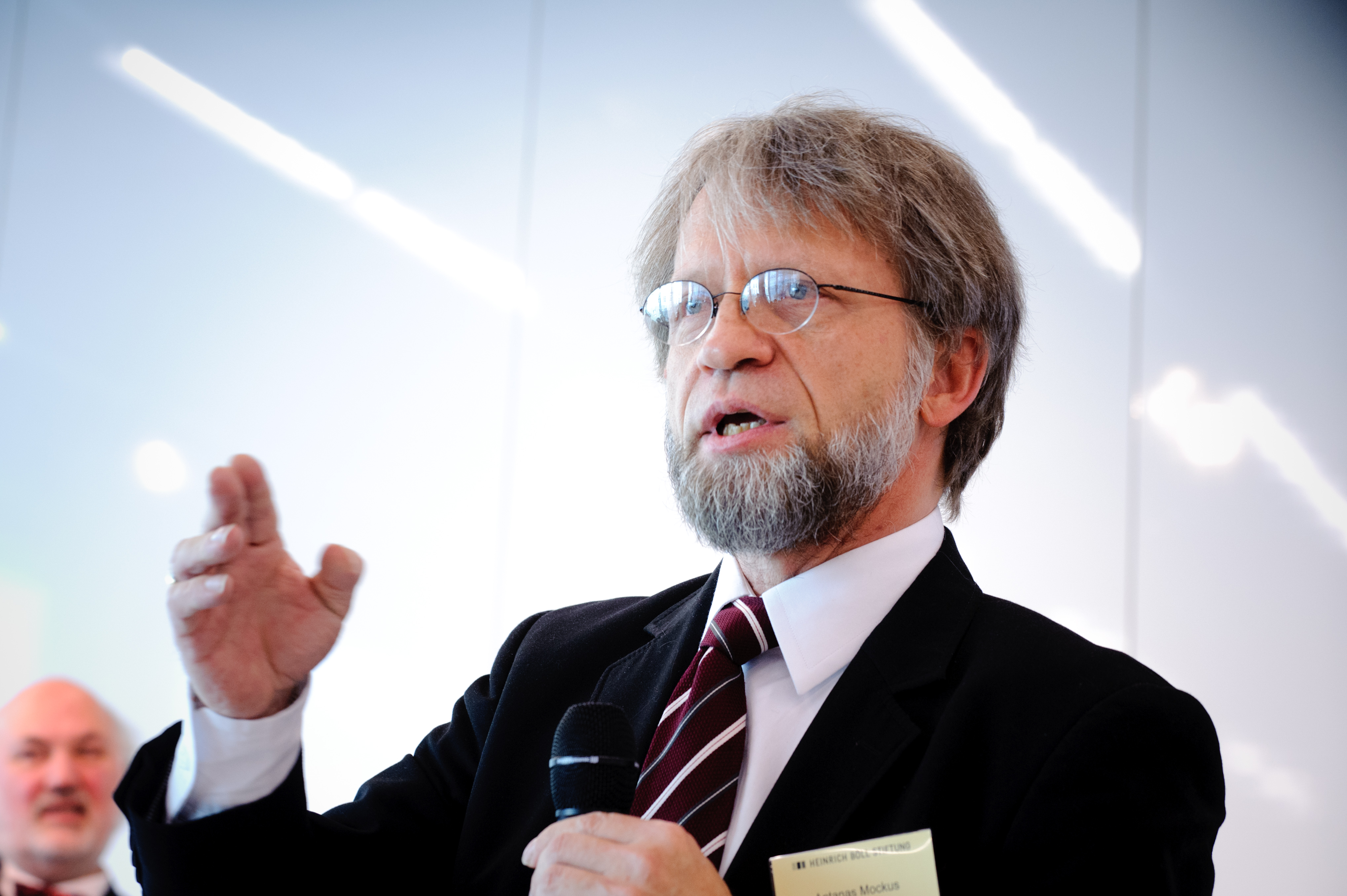
Antanas Mockus, candidat de l'ASI.

Aux élections locales de Bogotá en 2000, le parti Alliance sociale indépendante (anciennement Alliance sociale indigène) avec l'Asociación de usuarios del Upac (Anupac) (Association des usagers de l'Upac) et le Partido Visionario (Parti visionnaire) gagnent la mairie de Bogota en faveur d'Antanas Mockus contre María Emma Mejía Vélez. Son deuxième mandat comme maire de Bogota est marqué par la mise en place du TransMilenio. Surnommé « le Prof », il est considéré comme un bon gestionnaire des finances publiques et possède une réputation de probité dans un pays où la corruption est forte.
Sa candidature pour la présidence est vue comme une évidence par l'ASI.

## Résultats
| Candidats                | Candidats                | Partis                               | Premier tour | Premier tour |
| Candidats                | Candidats                | Partis                               | Voix         | %            |
| ------------------------ | ------------------------ | ------------------------------------ | ------------ | ------------ |
|                          | Álvaro Uribe             | Colombie d'abord                     | 7 397 835    | 62,35        |
|                          | Carlos Gaviria Diaz      | Pôle démocratique alternatif         | 2 613 157    | 22,03        |
|                          | Horacio Serpa            | Parti libéral                        | 1 404 235    | 11,84        |
|                          | Antanas Mockus           | Alliance sociale indépendante        | 146 583      | 1,24         |
|                          | Enrique Parejo González  | Reconstruction démocratique          | 42 652       | 0,36         |
|                          | Álvaro Leyva             | Mouvement national de réconciliation | 18 263       | 0,15         |
|                          | Carlos Rincón            | Mouvement communautaire              | 15 388       | 0,13         |
|                          | Votes blancs             | Votes blancs                         | 226 297      | 1,91         |
|                          |                          |                                      |              |              |
| Votes valides            | Votes valides            | Votes valides                        | 11 864 410   | 98,53        |
| Votes blancs et nuls     | Votes blancs et nuls     | Votes blancs et nuls                 | 177 327      | 1,47         |
| Total                    | Total                    | Total                                | 12 041 737   | 100          |
| Abstention               | Abstention               | Abstention                           | 14 689 963   | 54,95        |
| Inscrits / participation | Inscrits / participation | Inscrits / participation             | 26 731 700   | 45,05        |